# 康帕博物館
康帕博物館（Museum Kampa）是捷克布拉格的一座现代艺术博物馆，展示中欧特别是捷克的艺术作品。该博物馆于2003年开馆。位于坎帕岛的东岸。